# リース取引に関する会計基準
リース取引に関する会計基準（企業会計基準第13号）とは、財団法人企業会計基準委員会（ASBJ）より公表された、リース取引に関する原則、基準である。2007年（平成19年）3月30日の改正により、翌2008年（平成20年）4月以降の所有権移転外ファイナンス・リース取引に関しては賃貸借処理（オフバランス取引）が認められなくなり、売買取引（オンバランス取引）に処理が一本化されることになった（ただし、オペレーティング・リース取引に関しては、引き続き賃貸借処理が容認されている）。
なお、本会計基準は、国際会計基準（IAS）第17号（リース）に相当する。

## 制度の概要
主な要点は以下の通りである。
- リース取引を「(1)ファイナンス・リース取引」と「(2)オペレーティング・リース取引」に区分し、(1)ファイナンス・リース取引については、契約満了後にリース物品の所有権が利用者に移転されるか否かにかかわらず、売買取引（オンバランス取引）として処理する。
- (1)ファイナンス･リース取引の該当要件は、リース契約の解約が不能（違約金条項により解約不能に準ずるケースも含む）であり、かつリース物品の使用により実質的に固定資産を購入した場合と同等の経済的利益とコスト負担を伴うと認められる基準（具体的には「現在価値基準」[注釈 2]または「経済的耐用年数基準」[注釈 3]のいずれか）を満たす場合であり、原則として売買取引（オンバランス取引）を適用する。それ以外のリース取引については、(2)オペレーティング・リース取引として賃貸借処理（オフバランス取引）が認められる。
- (1)ファイナンス・リース取引のうち、「借手」については、一年基準に基づき、期末の未経過リース料を「リース債務」（固定負債・流動負債）に計上するとともに、固定資産の未償却残高を「リース資産」（固定資産）に計上する（なお、所有権が移転しない場合には、契約期間で均等償却する）。
- (1)ファイナンス・リース取引のうち、「貸手」については、原則として正常営業循環基準に基づき、期末の未経過リース料を「リース投資資産」（所有権が移転する場合は「リース債権」）（流動資産）に一括計上する。

## 重要性の判定について
リース取引に関する重要性判定は、「リース取引額全体でみた重要性」と「個々のリース資産の重要性（ただし借手のみ）」の2つの視点がある。
- 「リース取引額全体でみた重要性」：借手であれば固定資産、貸手であれば売掛債権に占める未経過リース料の割合であり、それぞれ10％の未満の場合には、当該企業（連結の場合には連結全体）におけるリース取引の重要性が乏しいと判断され、利息相当額の簡便処理や注記の省略が認められる。ただし、貸手のうち、リース事業を主たる事業としている企業については、利息相当額の簡便処理が認められないこととなっている。
- 「個々のリース資産の重要性（ただし借手のみ）」：借手側の「契約単位」でみたリース資産の重要性、リース期間が1年以内の契約や、リース料総額が少額である場合には、個々のリース取引でみた重要性が乏しいと判断され、オペレーティング・リース取引に準じて賃貸借処理が認められる。

## 注記の取り扱い

### 1. リース注記
オペレーティング・リース取引は賃貸借処理（オフバランス取引）であることから、個々の取引を除き、取引自体の重要性判定による注記の省略はできない点に注意。
1. ファイナンス･リース取引（借手）：リース資産の内容と償却方法について
2. ファイナンス･リース取引（貸手）：期末時点における未経過リース料の元本部分と受取利息相当額内訳と見積残存価額。また、未経過リース料については、期末時点から5年以内における1年ごとの回収予定額と5年超の回収予定額。
3. オペレーティング・リース取引（借手）：未経過リース料（1年内・1年超）
4. オペレーティング・リース取引（貸手）：未経過リース料（1年内・1年超）

### 2. 借入明細表（連結附属明細）
リース取引のオン・バランス取引への移行に伴い、リース債務が有利子負債の一項目として取り扱われることとなった。

## 日本のリース取引と会計処理について
日本のリース取引は欧米と比べ、固定資産を調達するための金融手段として利用する目的だけでなく、リース会社の行うリース物品の修理手続きや使用済み後の処理代行等のアフターサービスにも着目され、付加価値や利便性の多い総合的なサービス商品として認識されてきた。そのため、日本では、リース取引の大半が契約期間中のみリース物品を使用する権利を持つ所有権移転外ファイナンス・リース取引である。さらに、従来のリース取引では、所有権移転外ファイナンス･リース取引に関しては賃貸借処理（オフバランス取引）が容認されており、会計上も当期リース料のみを認識し、次期以降発生する未経過リース料に関する情報については、主に有価証券報告書において注記による開示が行われてきた。
しかしながら、従来の賃貸借処理では、各企業の貸借対照表をみても、未経過リース料を含むリース取引が一体どのくらいの規模で行われているのか（もしくは簿外債権・債務がいくらなのか）が不明な一方、会計上のデファクト・スタンダードである国際会計基準（IAS）や米国会計基準では、リース取引は売買取引（オンバランス取引）が標準であり、会計基準における国際的調和の観点から、ファイナンス・リース取引における賃貸借処理の容認は、日本独自の「特殊性」と認識されるようになったため、企業会計基準委員会（ASBJ）を中心に検討が進められてきた。
その結果、2008年（平成20年）4月以降よりすべてのファイナンス・リース取引は、次期以降の未経過リース料を貸借対照表に反映させる売買取引（オンバランス取引）が強制され、従来容認されてきた賃貸借処理は全面的に廃止されることとなった。

## 脚註